# Armand Joseph Frère de Montizon
Armand Joseph Frère de Montizon, né le 8 janvier 1790 à Paris, où il est mort le 28 février 1859, est un chirurgien, militaire et professeur de « sciences exactes ». 

## Biographie
Il est connu pour être l'auteur de la première représentation cartographique de données par points. Cette carte publiée en 1830 et intitulée Carte philosophique figurant la population de la France représente la population française par département.  Elle constitue le premier exemple français de carte démographique. Cette représentation cartographique de la démographie par un système de points est reprise 30 ans plus tard par Thure Alexander von Mentzer pour représenter la population dans la péninsule scandinave. 

Carte Philosophique figurant la Population de la France

La carte par points est reprise un peu plus tard par John Snow pour étudier l'épidémie de cholera à Londres.

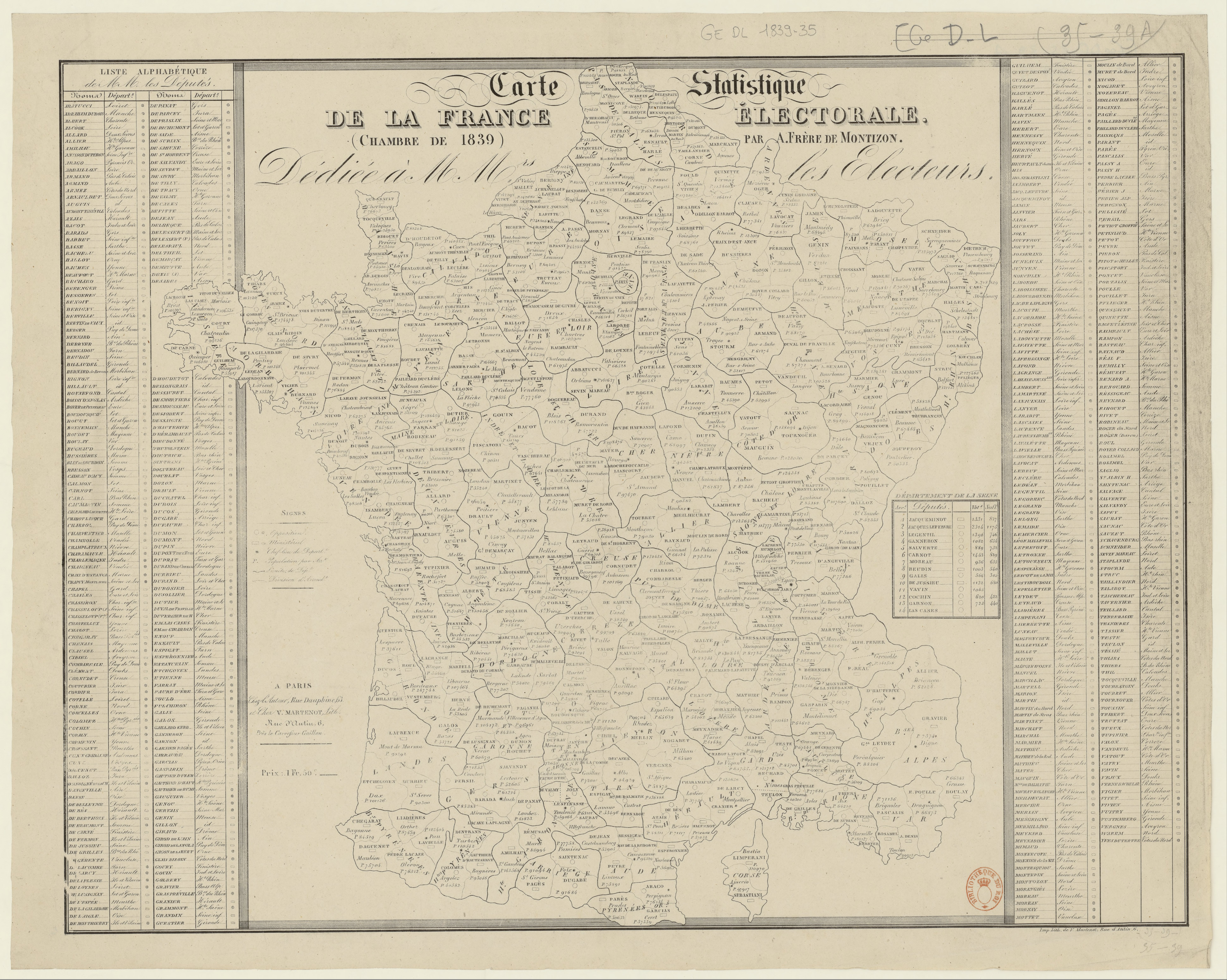
Carte statistique de la France électorale 1839